# Congolese Bevrijdingsbeweging
De Congolese Bevrijdingsbeweging (Frans:Mouvement de libération du Congo, of MLC) is een politieke partij in Congo-Kinshasa. Eerder was deze organisatie een rebellengroep die actief was tijdens de Tweede Congolese Burgeroorlog, waarin ze streed tegen de zittende regering van Laurent-Desire Kabila & Joseph Kabila. Na verloop van tijd nam de groep deel aan de overgangsregering en heeft ze zich ontwikkeld tot een van de voornaamste oppositiepartijen in het land.

## Rebellenjaren

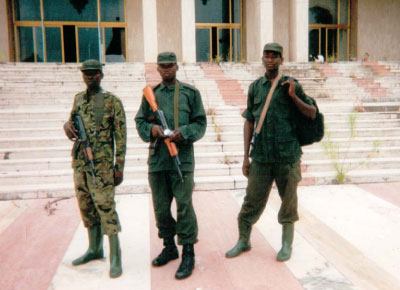
Rebellenmilitieleden, mogelijk aangesloten bij het MLC, in Gbadolite in 2000

Gedurende de Tweede Congolese Burgeroorlog ontving de MLC steun van de Rwandese regering en had ze controle over aanzienlijke delen van het noordelijke gebied van het land, met name de Evenaarsprovincie. De leiding lag in handen van voormalig zakenman Jean-Pierre Bemba, die na de Luanda-overeenkomst van 2002 vice-president werd. Het hoofdkwartier van de MLC was gevestigd in de stad Gbadolite. De groep werd voornamelijk gesteund door Oeganda tijdens de oorlog, terwijl de concurrerende Congolese Rally voor Democratie (RCD) gedomineerd werd door Rwanda.
De Congolese Bevrijdingsbeweging wordt aangemerkt als de voornaamste verdachte achter de gebeurtenis die bekend staat als "Effacer le tableau", waarbij naar verluidt sprake was van etnische zuivering gericht tegen de Mbuti Pygmeeën.

### beschuldiging van oorlogsmisdaden

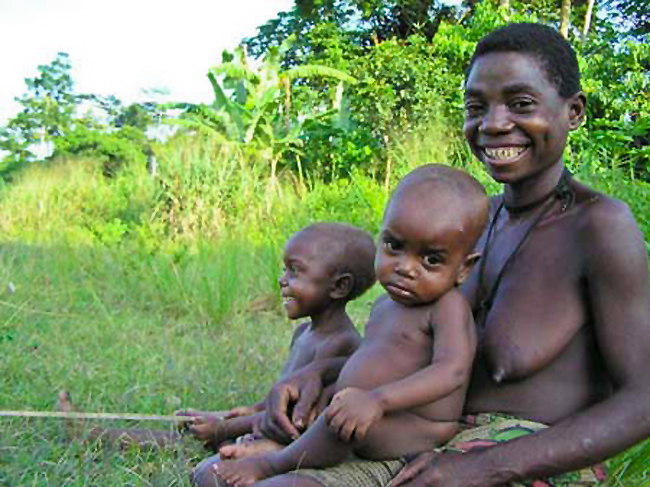
pygmeeënfamilie

Het Internationaal Strafhof (ICC) heeft de Congolese Bevrijdingsbeweging schuldig bevonden aan het begaan van oorlogsmisdaden tijdens de gevechten in de Centraal-Afrikaanse Republiek tussen 2002 en 2003, in verband met de poging tot staatsgreep onder leiding van generaal François Bozizé tegen de regering van toenmalig president Ange-Félix Patassé. Op verzoek van president Patassé mengde de MLC zich in het conflict en pleegde talloze moorden, verkrachtingen, plunderingen en martelingen in een poging de staatsgreep te onderdrukken. Jean-Pierre Bemba, de leider van de MLC, werd in 2008 nabij Brussel gearresteerd en door het ICC aangeklaagd voor drie aanklachten wegens misdaden tegen de menselijkheid en vijf aanklachten wegens oorlogsmisdaden in de aangrenzende Centraal-Afrikaanse Republiek tussen 2002 en 2003. Hij werd schuldig bevonden aan twee aanklachten wegens misdaden tegen de menselijkheid en drie aanklachten wegens oorlogsmisdaden. Hij kreeg een straf van 18 jaar opgelegd voor de oorlogsmisdaden, maar op 8 juni 2018 werd hij door het hof van beroep van het ICC volledig vrijgesproken.

## Integratie en naoorlogse ontwikkelingen
Binnen het kader van de Inter-Congolese dialoog kreeg brigadegeneraal Malik Kijege van de MLC de functie van hoofd van de militaire logistiek toegewezen. Tegelijkertijd werd generaal-majoor Dieudonné Amuli Bahigwa aangesteld als hoofd van de marine. Als onderdeel van deze overeenkomst werden twee van de tien militaire districten van Congo-Kinshasa aan de MLC toegewezen. Bovendien kreeg Jean-Pierre Bemba de bevoegdheid om de minister van Buitenlandse Zaken van de DRC aan te stellen of te ontslaan.

### Presidentsverkiezingen van 2006

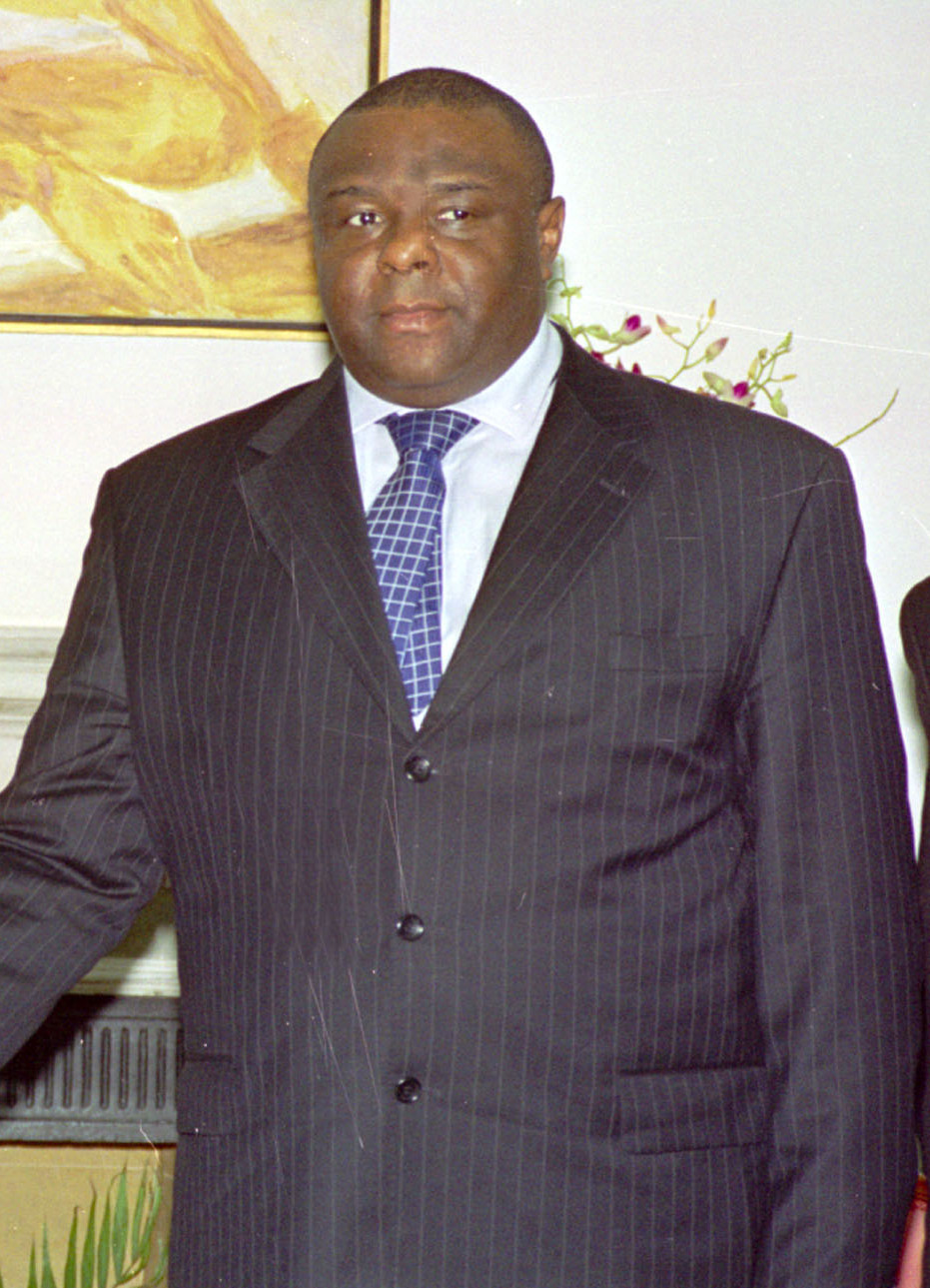
Jean Pierre Bemba

Bij de presidentsverkiezingen van 2006 eindigde Bemba, als kandidaat van de MLC, op de tweede plaats. De partij wist 64 van de 500 zetels in het parlement te veroveren, wat het op een na hoogste aantal zetels was voor een politieke partij. In de Senaatsverkiezingen van 19 januari 2007 behaalde de partij 14 van de 108 beschikbare zetels.
In maart 2007 braken er gewelddadige confrontaties uit tussen het leger en de bewakers van Bemba in Kinshasa. Deze bewakers waren verondersteld te zijn geïntegreerd in het leger, maar de gevechten ontstonden niet vanwege zorgen over de veiligheid van Bemba. Tijdens deze gevechten kreeg het leger de overhand, waardoor Bemba zijn toevlucht zocht in de Zuid-Afrikaanse ambassade. Op 8 april publiceerde de MLC een verklaring waarin ze meldde dat haar hoofdkwartier sinds de gevechten was bezet door regeringstroepen, die willekeurige arrestaties en intimidatie uitvoerden. Op 13 april besloot de partij haar deelname aan de Nationale Vergadering op te schorten (hoewel niet aan de Senaat), vanwege een voortdurend gevoel van onveiligheid. Dit besluit volgde kort op de beweerde plundering van het huis van een parlementslid van de MLC door regeringstroepen. Op 21 april kreeg de partij opnieuw toegang tot de eerder ingenomen gebouwen in de hoofdstad, die blijkbaar waren geplunderd. Op 25 april beëindigde de partij haar boycot van de Nationale Vergadering, nadat president Kabila had ingestemd met een ontmoeting met vertegenwoordigers van de oppositie.
Na de tragische moord op Daniel Botethi, een MLC-lid dat tevens vicevoorzitter was van de Provinciale Vergadering van Kinshasa, maakte de MLC op 6 juli 2008 bekend dat zij tijdelijk haar deelname aan de Nationale Vergadering en de Senaat op zou schorten. Deze opschorting gold ook voor de Provinciale Vergadering van Kinshasa. De MLC besloot echter na een week om deze boycot te beëindigen.

### Algemene verkiezingen van 2011
Tijdens de algemene verkiezingen van 2011 raakte de MLC haar positie als de op een na grootste partij in het parlement kwijt. Ze verloor 42 van haar zetels in het lagerhuis, waardoor ze uiteindelijk als de vijfde grootste partij in het Parlement van Congo-Kinshasa eindigde.

### Presidentsverkiezingen van 2018
Op 25 augustus 2018 werd Bemba door de Onafhankelijke Nationale Kiescommissie (CENI) uitgesloten van de presidentsverkiezingen van 2018. Deze beslissing volgde als gevolg van een lopend beroep bij het ICC, waar Bemba werd geconfronteerd met beschuldigingen van beïnvloeding van getuigen. De aanklachten hielden in dat er een samenzwering was geweest om 14 getuigen te beïnvloeden door financiële prikkels te bieden voor valse getuigenissen tijdens Bemba's eerste proces. Naast Bemba werden ook zijn voormalige advocaten, Aimé Kilolo Musamba en Jean-Jacques Mangenda Kabongo, evenals een potentiële verdedigingsgetuige die niet had getuigd, Narcisse Arido, en de plaatsvervangend secretaris-generaal van de MLC, Fidèle Babala Wandu, door het ICC aangeklaagd.
Op 17 september werden alle beklaagden schuldig bevonden en opgelegd met de volgende straffen: een boete van 300.000 euro en 12 maanden gevangenisstraf voor Bemba; 2 jaar en 6 maanden voorwaardelijke gevangenisstraf en een boete van 30.000 euro voor Musamba; 11 maanden gevangenisstraf voor Arido; 6 maanden gevangenisstraf voor Babala; een voorwaardelijke gevangenisstraf van twee jaar voor Mangenda. Vanwege de tijd die ze eerder in detentie hadden doorgebracht, hoefden Bemba, Babala en Arido echter niet allemaal hun straf volledig uit te zitten.

### Lamuka-alliantie
Als gevolg van Bemba's diskwalificatie door CENI, voegden de MLC en Bemba zich op 12 november bij de Lamuka-alliantie. Hierbij bundelden ze hun krachten met Moïse Katumbi van Together for Change, Adolphe Muzito van Nouvel Elan en Freddy Matungulu van Congo Na Biso. Ze besloten samen deel te nemen aan de algemene verkiezingen van 2018, met Martin Fayulu als hun gezamenlijke presidentskandidaat.
Bij de verkiezingen behaalde de MLC, in samenwerking met de Lamuka-alliantie, in totaal 111 zetels in de Nationale Assemblee. Hierdoor werd de alliantie de op een na grootste politieke groepering in de Nationale Assemblee. Ook wist de alliantie 6 zetels in de Senaat te winnen tijdens de Congolese Senaatsverkiezingen in 2019.
Ondanks de inspanningen slaagde de belangrijkste kandidaat van de alliantie, Fayulu, er niet in om het presidentschap te bemachtigen. Hij eindigde op de tweede plaats met 34,8% van de stemmen, achter winnaar Félix Tshisekedi met 38,6% van de stemmen.
Op 13 juni 2019 besloot de MLC, als onderdeel van de Lamuka-alliantie, haar deelname aan het parlement op te schorten. Deze beslissing volgde op een uitspraak van het Constitutionele Hof waarbij de overwinningen van 23 MLC-kandidaten in 2018 ongeldig werden verklaard.

### Regeringsdeelname
Eind 2020 begon de MLC overleg met Tshisekedi om een nieuwe regering te vormen, die bekend werd als de "Heilige Unie van de Natie"-coalitie. De MLC maakte haar intentie kenbaar om deel uit te maken van deze coalitie en kondigde aan dat ze op 20 januari 2021 een regering zou vormen samen met Tshisekedi. Als reactie daarop onthechtte Martin Fayulu, destijds de leider van de Lamuka-alliantie, op 21 januari 2021 de MLC van haar verplichtingen binnen de alliantie.
Op 13 april 2021 ontving de MLC haar toegewezen kabinetsposten binnen de nieuwe coalitie, onder leiding van premier Sama Lukonde. De partij kreeg prominente ministeriële verantwoordelijkheden toegewezen, waaronder de ministerspost voor Milieu en een rol als vice-premier. Na een herstructurering van het kabinet op 23 maart 2023 werd MLC-leider Bemba benoemd tot minister van Defensie en vice-premier.